# José María Busca Isusi
José María Busca Isusi (Zumarraga, Guipúzcoa, 6 de septiembre de 1916 - 16 de julio de 1986) fue un bromatólogo, escritor y crítico gastrónomico guipuzcoano que escribió en castellano.

## Biografía
Estudió el bachillerato en el colegio del Sagrado Corazón de San Sebastián y en la universidad de Madrid ciencias naturales, rama de bromatología.
Ya en 1942 tenía un programa en Radio Nacional de España sobre cocina. En 1961 forma parte de la fundación de la cofradía vasca de gastronomía, de la que es su presidente entre 1962 y 1973 y presidente de honor hasta su fallecimiento en 1986. Sobre gastronomía publicó sus enseñanzas en diversas revistas y diarios, principalmente en el Diario vasco.
Fuera de los fogones, participó en la academia errante, fue vicepresidente de la Sociedad de Ciencias Aranzadi y tomó parte, junto a otros 117 políticos españoles en el IV Congreso Internacional del Movimiento Europeo, que fue denominado por el diario Arriba contubernio de Munich.
Fundador de la primera empresa productora de verduras congeladas del país en Marcilla, Navarra.
Como investigador incansable, su colección documental consta de más de 3500 documentos. Se conserva en la Biblioteca del Centro Cultural Koldo Mitxelena.

## Obras
El grueso de su obra es gastronómica y de ella destacan:
- Guía para la recolección de setas (1964)
- Estire sus billetes en la cocina (1968)
- La cocina vasca (1971)
- Guía gastronómica de Gipuzkoa (1972)
- Cocinar a presión (1974)

## Premios y distinciones
- Premio Nacional de Periodismo gastronómico (1976)[2]
- Hijo predilecto de Zumárraga (1983)[3]
- Calles dedicadas en Zumárraga y San Sebastián[3]
- Colegiado de honor; Colegio de Veterinarios de Guipúzcoa[2]
- Uno de los premios otorgados por la academia vasca de gastronomía lleva su nombre[6]